# Jiekou, Anhui
Jiekou (kinesiska: 街口) är en köping i östra Kina. Den ligger i She härad i staden Huangshan i provinsen Anhui, omkring 270 kilometer sydost om provinshuvudstaden Hefei. Antalet invånare är 8 912. Befolkningen består av 4 542 kvinnor och 4 370 män. Barn under 15 år utgör 13,0 %, vuxna 15-64 år 72 %, och äldre över 65 år 14,0 %.